# Övre Sandsjön
Övre Sandsjön är en sjö i Ockelbo kommun och Sandvikens kommun i Gästrikland och ingår i Gavleåns huvudavrinningsområde. Sjön är 13 meter djup, har en yta på 0,0572 kvadratkilometer och befinner sig 163,5 meter över havet.

## Delavrinningsområde
Övre Sandsjön ingår i det delavrinningsområde (674155-153857) som SMHI kallar för Inloppet i Nedre Sandsjön. Medelhöjden är 193 meter över havet och ytan är 1,57 kvadratkilometer. Det finns inga avrinningsområden uppströms utan avrinningsområdet är högsta punkten. Vattendraget som avvattnar avrinningsområdet har biflödesordning 3, vilket innebär att vattnet flödar genom totalt 3 vattendrag innan det når havet efter 75 kilometer. Avrinningsområdet består mestadels av skog (90 procent). Avrinningsområdet har 0,06 kvadratkilometer vattenytor vilket ger det en sjöprocent på 3,6 procent.